# Hadena marea
Hadena marea là một loài bướm đêm trong họ Noctuidae.